# Wüsten-Hornviper
Die Wüsten-Hornviper (Cerastes cerastes) ist eine in Nordafrika und auf der Arabischen Halbinsel lebende Schlangenart aus der Familie der Vipern, genauer, aus der Gattung der Afrikanischen Hornvipern. Kennzeichnend und namensgebend sind die aus jeweils einer Schuppe bestehenden Hörnchen oberhalb der Augen.

## Merkmale
Die Wüsten-Hornviper gehört zu den mittelgroßen Vipern mit einem gedrungenen Körper und einem kurzen, spitzen Schwanz. Die Schuppen auf dem Rücken sind gekielt und in 27 bis 35 Reihen angeordnet. Die Bauchschuppen sind weniger stark gekielt. Die paarigen Schwanzschilde sind nicht durchgehend mit einem Kiel versehen. Ihre Haut ist sandgelb bis rostbraun mit 30 bis 36 braunen Flecken oder Querbändern und kleineren Seitenflecken gegenständig zu den Rückenflecken. Von den Augen, deren Pupille bei starkem Lichteinfall zu senkrechten Schlitzen verengt, verläuft eine dunkle Linie zu den Mundwinkeln. Die Schwanzspitze ist ebenfalls dunkel gefärbt, während die Körperunterseite sehr hell ist. Die Körperlänge beträgt in der Regel 50 bis 60 cm, selten über 70 cm. Auf dem breiten, dreieckigen Kopf, der deutlich vom Körper abgesetzt ist, sitzen oberhalb der Augen spitze Schuppendornen, die aber bei manchen Individuen fehlen können.

## Lebensweise
Die Wüsten-Hornviper ist in erster Linie dämmerungs- und nachtaktiv. In der Mittagshitze vergräbt sie sich im Sand, verbirgt sich in Mauselöchern oder unter Steinen. Die Wüsten-Hornviper ist in recht unterschiedlichen Habitaten von der steinigen Hamada bis zur reinen Sandwüste anzutreffen, hält sich jedoch bevorzugt in der Umgebung von Pflanzenansammlungen auf. Sie bewegt sich ziemlich rasch seitenwindend fort. Dabei hebt sie abwechselnd ein Stück des Körpers hinter dem Kopf und vor dem Schwanz vom Boden hoch und setzt sie versetzt wieder ab. Dabei hinterlässt die Schlange die charakteristischen Spuren der Seitenwinder im Sand. Mit ihren kantigen Schuppen kann die Wüsten-Hornviper durch Aneinanderreiben ein rasselndes Geräusch erzeugen. Zur bevorzugten Beute gehören kleine Wirbeltiere wie Vögel, Echsen oder Nagetiere, aber auch Insekten. Die Fortpflanzung findet im Frühjahr von Ende April bis Mitte Juni statt. Nach 45 bis 60 Tagen legt das Weibchen etwa 20 Eier in einem Eipaket ab, aus denen nach ca. 60 Tagen die Jungen schlüpfen. In Gefangenschaft werden Wüsten-Hornvipern bis zu 14 Jahren alt. Das Verbreitungsgebiet umfasst die gesamte Sahara. Von November bis Anfang März zieht sich die Wüsten-Hornviper in verlassene Erdbauten und Unterstände von Mäusen (Rennmäuse) oder Reptilien (Dornschwanzagamen) zurück.

## Schlangengift
Das Gift der Wüsten-Hornviper ist stark hämotoxisch, eine Behandlung mit einem adäquaten Antivenin kann notwendig sein, zum Beispiel wenn eine relevante Blutgerinnungsstörung auftritt.